# Natron papir
Natron papir je embalažni papir rjave barve, ki je zaradi svoje rebraste strukture zelo prilagodljiv in hkrati odporen. Zaradi  naravnega videza  je zelo uporaben tudi v grafiki, npr. za izdelavo raznih manjših embalaž ali drugih izdelkov.

## Izdelava in prodaja
Papir izdelujejo v različnih formatih ali v  rolah in v različnih standardnih gramaturah: 70,80,90,120 gr/m2.
Natron papir je lahko tudi prevlečen s polietilensko folijo, zaradi zaščite pred vodo, maščobami, umazanijo itd.